# Serket
Serket (hay Serqet, Selket, Selqet, Selkit, Selkis) là nữ thần bọ cạp của Ai Cập cổ đại. Nọc độc của loài bọ cạp có thể gây tê liệt hệ thần kinh nên tên của bà mang ý nghĩa "Người siết cổ họng".
Nữ thần Serqet thường xuất hiện dưới dạng một người phụ nữ đội vương miện bò cạp trên đầu. Bà có thể bảo vệ con người khỏi rắn độc và bọ cạp, chữa lành các vết thương do chúng gây ra, nhưng cũng có thể sai khiến chúng trừng phạt những ai dám mạo phạm bà, tương tự như nữ thần rắn Meretseger.
Nữ thần Serqet được thờ tập trung tại Edfu nhưng không có một ngôi đền dành riêng cho bà được tìm thấy.

## Gia đình
Trong một số thần thoại, bà được nhận danh hiệu "Con mắt của thần Ra", vì vậy bà có thể là con gái của Ra. Theo văn tự cổ, Serket là mẹ của Nehebkau (mặc dù đôi khi được coi là con của Renenutet), vị thần rắn bảo vệ pharaoh khỏi rắn cắn, cũng là vị thần canh giữ cõi âm. Ở Edfu, bà được cho là vợ của Horus và là mẹ của Ra-Horakhty (kết hợp của Ra và Horus). Bà là người bảo vệ của Qebehsenuef (con trai của Horus) - vị thần bảo vệ ruột của người chết.

## Thần thoại
Theo thần thoại, bà là người đã xua đuổi những loài rắn độc và bò cạp để bảo vệ 2 mẹ con nữ thần Isis khi họ đang lẩn trốn sự truy lùng của thần Set khi ở đầm lầy. Isis chỉ dám ra khỏi đầm lầy vào ban đêm để đi xin ăn nên Serqet đã trông chừng Horus và cho 7 con bò cạp của bà đi theo bảo vệ Isis. Bảy con bò cạp đó là: Petet, Tjetet, Matet, Mesetet, Mesetetef, Tefen và Befen, trong đó Tefen và Befen là 2 con hung dữ nhất.
Trong một lần xin ăn, Isis bị một người phụ nữ giàu có từ chối. Serket biết được điều này, thông qua những con bò cạp của bà, tức giận vì sự xúc phạm đối với Isis, đã ra lệnh cho Tefen trừng phạt người phụ nữ kia. Nhân lúc Isis đang dùng bữa tại nhà một người phụ nữ nghèo khó nhưng tốt bụng, Tefen lẻn ra ngoài và cắn đứa con trai của người phụ nữ giàu kia.
Nghe tiếng kêu thất thanh của người mẹ, Isis đã gọi tên bí mật của 7 con bò cạp, làm chúng yếu đi và bà đã đọc thần chú hồi sinh cho đứa bé. Người phụ nữ giàu có xấu hổ trước hành động của mình nên đã tặng số của cải cho Isis và người phụ nữ nghèo khó kia. Chính vì điều này nên bà được coi là nữ thần bảo vệ trẻ em và những người phụ nữ mang thai khỏi những loài vật có nọc.
Serket là một trong những vị thần có mặt trên chiếc thuyền Mặt trời của thần Ra. Bà có nhiệm vụ quan sát những nguy hiểm trên đường đi và cùng các thần bảo vệ con thuyền trước sự tấn công của con rắn Apep.

## Tôn sùng
Serket được xem là một nữ thần có tầm ảnh hưởng lớn, nên được các pharaoh coi là người bảo vệ của họ, đặc biệt là Scorpion I và Scorpion II, người đã đặt tên theo bà. Theo những dòng văn tự trong ngôi mộ của hoàng hậu Nefertari (vợ của Ramsesses II), nữ thần Serket đã chào đón bà khi bước vào thế giới bên kia. Bà là một trong bốn bức tượng mạ vàng của bốn vị nữ thần bảo vệ pharaoh Tutankhamun khi ngài đi về thế giới bên kia (3 vị kia là Isis, Nephthyps và Neith).

## Tham khảo

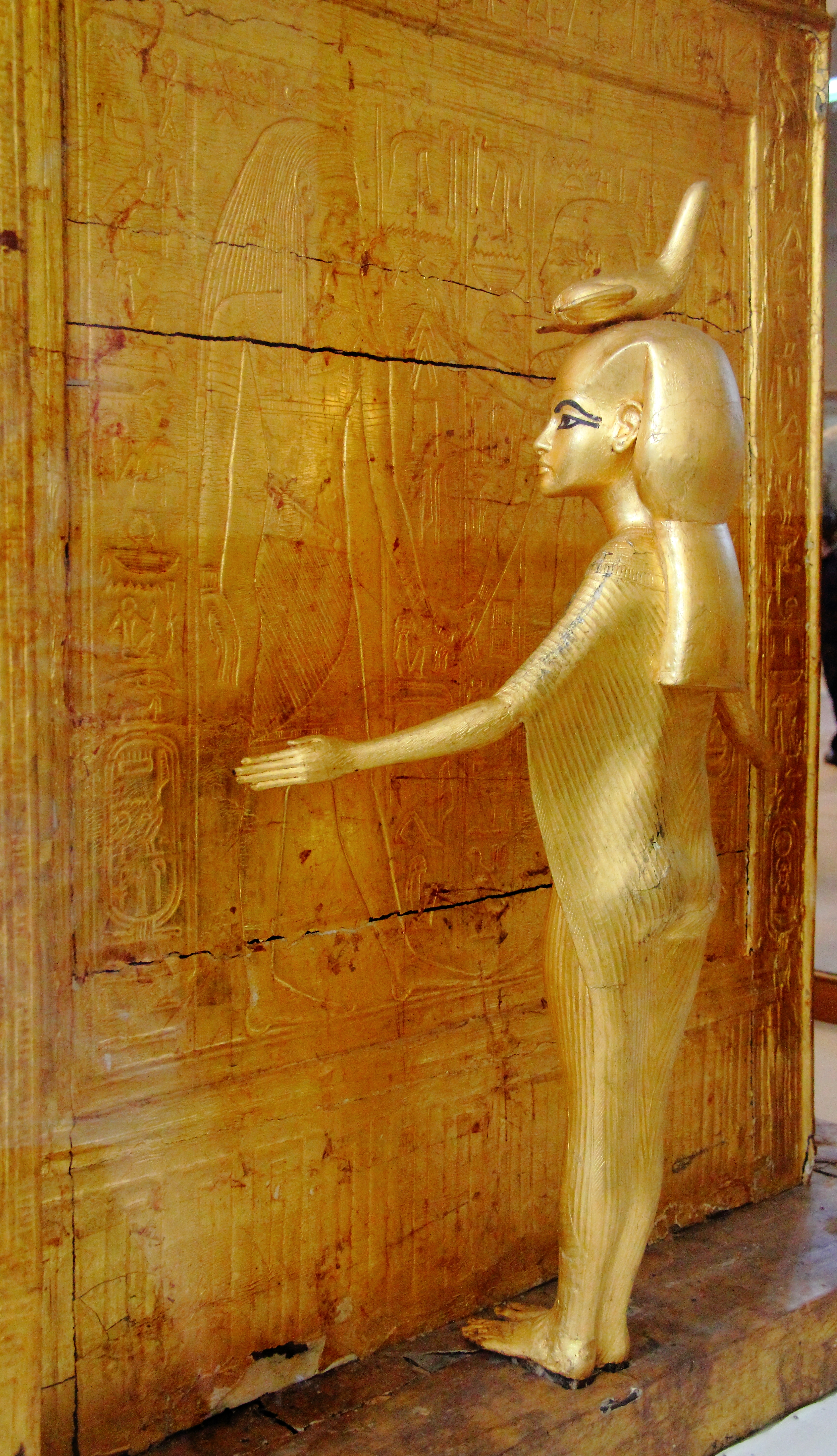
Bức tượng vàng của nữ thần Serket được tìm thấy trong lăng mộ của Tutankhamun